# Saint-Martin-de-Boscherville
Saint-Martin-de-Boscherville és un municipi francès situat al departament del Sena Marítim i a la regió de Normandia. L'any 2007 tenia 1.446 habitants.

## Demografia

### Població
El 2007 la població de fet de Saint-Martin-de-Boscherville era de 1.446 persones. Hi havia 586 famílies de les quals 104 eren unipersonals (44 homes vivint sols i 60 dones vivint soles), 245 parelles sense fills, 193 parelles amb fills i 44 famílies monoparentals amb fills.
La població ha evolucionat segons el següent gràfic:
Habitants censats

### Habitatges
El 2007 hi havia 621 habitatges, 584 eren l'habitatge principal de la família, 11 eren segones residències i 26 estaven desocupats. 611 eren cases i 9 eren apartaments. Dels 584 habitatges principals, 496 estaven ocupats pels seus propietaris, 84 estaven llogats i ocupats pels llogaters i 4 estaven cedits a títol gratuït; 1 tenia una cambra, 8 en tenien dues, 49 en tenien tres, 95 en tenien quatre i 430 en tenien cinc o més. 519 habitatges disposaven pel capbaix d'una plaça de pàrquing. A 241 habitatges hi havia un automòbil i a 313 n'hi havia dos o més.

### Piràmide de població
La piràmide de població per edats i sexe el 2009 era:
| Homes | Edats   | Dones |
| ----- | ------- | ----- |
| 0     | 95 o +  | 4     |
| 0     | 90 a 94 | 8     |
| 4     | 85 a 89 | 8     |
| 4     | 80 a 84 | 12    |
| 8     | 75 a 79 | 16    |
| 32    | 70 a 74 | 32    |
| 28    | 65 a 69 | 56    |
| 44    | 60 a 64 | 40    |
| 52    | 55 a 59 | 56    |
| 84    | 50 a 54 | 64    |
| 36    | 45 a 49 | 76    |
| 72    | 40 a 44 | 52    |
| 28    | 35 a 39 | 52    |
| 48    | 30 a 34 | 68    |
| 32    | 25 a 29 | 24    |
| 24    | 20 a 24 | 40    |
| 40    | 15 a 19 | 32    |
| 48    | 10 a 14 | 64    |
| 88    | 5 a 9   | 56    |
| 68    | 0 a 4   | 12    |

## Economia
El 2007 la població en edat de treballar era de 905 persones, 630 eren actives i 275 eren inactives. De les 630 persones actives 606 estaven ocupades (324 homes i 282 dones) i 23 estaven aturades (9 homes i 14 dones). De les 275 persones inactives 119 estaven jubilades, 92 estaven estudiant i 64 estaven classificades com a «altres inactius».

### Ingressos
El 2009 a Saint-Martin-de-Boscherville hi havia 573 unitats fiscals que integraven 1.481,5 persones, la mediana anual d'ingressos fiscals per persona era de 27.059 €.

### Activitats econòmiques
Dels 59 establiments que hi havia el 2007, 1 era d'una empresa extractiva, 2 d'empreses alimentàries, 3 d'empreses de fabricació d'altres productes industrials, 4 d'empreses de construcció, 11 d'empreses de comerç i reparació d'automòbils, 4 d'empreses de transport, 2 d'empreses d'hostatgeria i restauració, 5 d'empreses d'informació i comunicació, 1 d'una empresa financera, 3 d'empreses immobiliàries, 5 d'empreses de serveis, 11 d'entitats de l'administració pública i 7 d'empreses classificades com a «altres activitats de serveis».
Dels 10 establiments de servei als particulars que hi havia el 2009, 1 era una oficina de correu, 1 una oficina bancària, 1 paleta, 1 fusteria, 1 lampisteria, 1 empresa de construcció, 2 perruqueries i 2 restaurants.
Dels 2 establiments comercials que hi havia el 2009, 1 era una botiga de menys de 120 m² i 1 una fleca.
L'any 2000 a Saint-Martin-de-Boscherville hi havia 17 explotacions agrícoles que ocupaven un total de 350 hectàrees.

## Equipaments sanitaris i escolars
L'únic equipament sanitari que hi havia el 2009 era una farmàcia.
El 2009 hi havia 1 escola maternal i 1 escola elemental.

## Poblacions més properes
El següent diagrama mostra les poblacions més properes.